# جيرمانو دي فيكريدو
جيرمانو دي فيكريدو (بالبرتغالية: Germano de Figueiredo‏) (مواليد 23 ديسمبر 1932) هو لاعب كرة قدم. يلعب مع منتخب البرتغال لكرة القدم. سبق له أن لعب في كأس العالم لكرة القدم مع منتخب بلاده.

## روابط خارجية
- جيرمانو دي فيكريدو على موقع الاتحاد الدولي (مؤرشف)  (الإنجليزية)
- جيرمانو دي فيكريدو على موقع قاعدة بيانات كرة القدم.إي يو (الإنجليزية)
- جيرمانو دي فيكريدو على موقع ناشيونال فوتبول تيمز (الإنجليزية)